# 와하브파

와하브파(아랍어: وهابية 와하비야[*], Wahhabism 와하비즘[*])은 아랍인들이 쿠란의 가르침대로 살아야 한다고 주장하는 이슬람교 수니파 안의 운동이다. 그 민족 운동을 와하브 운동(아랍어: ألدعوة ألوهابية 알다와 알와하비야[*])이라 한다. 이슬람교의 타락과 형식주의를 비판하여 순수 이슬람화하는 운동이다. 이 운동으로 인해 와하브 왕국이 성립되었다. 사우디아라비아의 수도가 리야드로 된 것은 이 운동이 리야드에서 일어난 데서 유래되었기 때문이다. 이 운동은 무함마드 이븐 압둘 와하브가 제창하였다. 

## 같이 보기
- 이븐 타이미야
- 수니파